# Galgenmühle (Ansbach)
Galgenmühle (fränkisch: Galng-mil) ist ein Gemeindeteil der kreisfreien Stadt Ansbach (Mittelfranken, Bayern). Galgenmühle liegt in der Gemarkung Hennenbach.

## Geografie
Die ehemalige Einöde bildet mit Ansbach im Westen und Süden, Hennenbach im Norden und Kammerforst im Osten eine geschlossene Siedlung. Unmittelbar nördlich fließt der Hennenbach.

## Geschichte
Der Ort wurde 1400 als „Galgenmül“ erstmals urkundlich erwähnt. Der Ortsname bedeutet Zur Mühle unter dem Galgenberg. Ursprünglich war die Galgenmühle ein Würzburger Stiftslehen, 1468 ging sie in den Besitz von Ludwig von Eyb in Sommersdorf über, der sie noch im selben Jahr an das Gumbertusstift verkaufte.
Gegen Ende des 18. Jahrhunderts gehörte die Galgenmühle zur Realgemeinde Hennenbach. Die Mühle hatte das brandenburg-ansbachische Stiftsamt Ansbach als Grundherrn. Unter der preußischen Verwaltung (1792–1806) des Fürstentums Ansbach erhielt Galgenmühle die Hausnummern 25 und 26 des Ortes Hennenbach. Von 1797 bis 1808 unterstand der Ort dem Justiz- und Kammeramt Ansbach.
Im Rahmen des Gemeindeedikts wurde Galgenmühle dem 1808 gebildeten Steuerdistrikt Hennenbach und der 1811 gegründeten Ruralgemeinde Hennenbach zugeordnet. Diese wurde am 1. Juli 1972 im Zuge der Gebietsreform in Bayern in die Stadt Ansbach eingegliedert.

### Ehemaliges Baudenkmal
- Zweigeschossiges Gebäude 17./18. Jahrhundert[12]

### Einwohnerentwicklung
| Jahr      | 001818 | 001840 | 001861 | 001871 | 001885 | 001900 | 001925 | 001950 | 001961 | 001970 | 001987 |
| Einwohner | 17     | 10     | *      | 17     | 14     | 14     | 19     | 113    | 147    | 86     | †      |
| Häuser    | 3      | 2      |        |        | 2      | 2      | 3      | 12     | 21     |        | †      |
| Quelle    | [ 14 ] | [ 15 ] | [ 16 ] | [ 17 ] | [ 18 ] | [ 19 ] | [ 20 ] | [ 21 ] | [ 22 ] | [ 23 ] | [ 24 ] |

## Religion
Der Ort ist seit der Reformation evangelisch-lutherisch geprägt und bis heute nach St. Johannis (Ansbach) gepfarrt. Die Einwohner römisch-katholischer Konfession waren zunächst nach St. Ludwig (Ansbach) gepfarrt, seit 1970 ist die Pfarrei Christ König (Ansbach) zuständig.